# ایگووومیا
ایگووومیا (به لهستانی:  Igołomia) یک روستا در لهستان است که در گمینا ایگووومیا-واوژنگچتسه واقع شده‌است.
 ایگووومیا  ۱٬۱۰۰ نفر جمعیت دارد.